# Külaoru
Külaoru är en ort i Estland. Den ligger i Vastseliina kommun och landskapet Võrumaa, i den sydöstra delen av landet, 240 km sydost om huvudstaden Tallinn. Külaoru ligger 146 meter över havet och antalet invånare är 121.
Terrängen runt Külaoru är platt. Runt Külaoru är det mycket glesbefolkat, med 4 invånare per kvadratkilometer. Närmaste större samhälle är Võru, 18,1 km nordväst om Külaoru. I omgivningarna runt Külaoru växer i huvudsak blandskog.